# Drosophila orkui
Drosophila orkui är en tvåvingeart som beskrevs av Brncic och Santibanez 1957. Drosophila orkui ingår i släktet Drosophila och familjen daggflugor.
Artens utbredningsområde är Peru.